# Carsten V. Jensen
Carsten Vagn Jensen est un footballeur danois devenu entraîneur né le 28 février 1963.
Il est directeur sportif au FC Copenhague.